# دیارانکه فوفانا
دیارانکه فوفانا (انگلیسی: Diaranké Fofana؛ زادهٔ ۱۴ ژوئیهٔ ۱۹۸۹) بازیکن فوتبال اهل فرانسه است.